# Peperomia mantaroana
Peperomia mantaroana är en pepparväxtart som beskrevs av Pino. Peperomia mantaroana ingår i släktet peperomior, och familjen pepparväxter. Inga underarter finns listade i Catalogue of Life.